# Dear Heart
Pour plus de détails, voir Fiche technique et Distribution.
Dear Heart est un film américain réalisé par Delbert Mann, sorti en 1964.

## Synopsis
Une jeune femme assiste à une convention dans un hôtel de New York. Elle fera la rencontre d'un vendeur de cartes de vœux, dont elle tombe amoureuse...

## Fiche technique
- Titre : Dear Heart
- Réalisation : Delbert Mann
- Scénario : Tad Mosel
- Photographie : Russell Harlan
- Musique : Henry Mancini
- Pays de production :  États-Unis
- Format : Noir et blanc - 1,85:1 - Mono
- Genre : Comédie
- Durée : 114 minutes
- Date de sortie : 1964

## Distribution
- Glenn Ford : Harry Mork
- Geraldine Page : Evie Jackson
- Angela Lansbury : Phyllis
- Michael Anderson Jr. : Patrick
- Barbara Nichols : June Loveland
- Patricia Barry : Mitchell
- Charles Drake : Frank Taylor
- Richard Deacon : M. Cruikshank
- Neva Patterson : Connie Templeton
- Ken Lynch : Le broyeur
- Ruth McDevitt : Mlle Tait
- Alice Pearce : Mlle Moore
- Mary Wickes : Mlle Fox
- Sandra Gould : Mme Sloan
- Paulene Myers : La fleuriste

## Récompenses et distinctions

### Nominations
- Nomination pour l'Oscar de la meilleure chanson originale.
- Nomination pour le Golden Globe de la meilleure actrice dans un film dramatique, le Golden Globe de la meilleure chanson originale et le Golden Globe du meilleur film dramatique.